# Ticket To Ride (TTR) World Snowboard Tour
Le Ticket To Ride (TTR) World Snowboard Tour est un circuit international de compétitions de snowboard freestyle fondé par Terje Haakonsen en 2002. Les événements, dans quatre zones géographiques (Europe, Amérique du Nord, Asie, Océanie), sont classés selon un barème à 6 échelons, en fonction de leur importance. La saison s'étend sur 10 mois. Les deux concurrents qui ont remporté le plus de points à la fin de la saison deviennent respectivement Champion et Championne du Monde du Ticket To Ride World Snowboard Tour.

## Palmarès

### TTR Hommes
| Saison  | 1er                      | Points | 2e                        | Points | 3e                         | Points |
| ------- | ------------------------ | ------ | ------------------------- | ------ | -------------------------- | ------ |
| 2007/08 | Shaun White - États-Unis | 998.72 | Kevin Pearce - États-Unis | 973.84 | Peetu Piiroinen - Finlande | 946.75 |
| 2006/07 | Shaun White - États-Unis | 986.23 | Antti Autti - Finlande    | 964.73 | Travis Rice - États-Unis   | 948.98 |
| 2005/06 | Mathieu Crepel - France  | 858.91 | Risto Mattila - Finlande  | 853.31 | Antti Autti - Finlande     | 790.69 |

Lors de la saison 2007/08, bien que Shaun White termine en tête du classement général, c'est Kevin Pearce qui est sacré Champion du Monde du Swatch TTR, selon les règles du circuit: il était en tête du classement à l'issue de l'US Open, la dernière des compétitions 6 étoiles de l'année.

### TTR Femmes
| Saison  | 1re                         | Points | 2e                          | Points | 3e                       | Points |
| ------- | --------------------------- | ------ | --------------------------- | ------ | ------------------------ | ------ |
| 2007/08 | Jamie Anderson - États-Unis | 981.62 | Torah Bright - Australie    | 969.77 | Kelly Clark - États-Unis | 956.06 |
| 2006/07 | Torah Bright - Australie    | 977.20 | Jamie Anderson - États-Unis | 933.35 | Cheryl Maas - Pays-Bas   | 908.87 |
| 2005/06 | Cheryl Maas - Pays-Bas      | 426.79 | Jenny Jones - Royaume-Uni   | 381.13 | Natasza Zurek - Canada   | 373.84 |

Chez les femmes, la hollandaise Cheryl Maas (en 2006) et l'australienne Torah Bright (en 2007) figurent au palmarès du TTR.

## Les épreuves 2007/2008

### TTR 6 étoiles
- Air & Style (Munich, Allemagne)
- X-Trail Jam (Tokyo, Japon)
- O’Neill Evolution (Davos, Suisse)
- Burton European Open (Laax, Suisse)
- The Oakley Arctic Challenge (Oslo, Norvège)
- Burton US Open (Stratton Mountain, États-Unis)

### TTR 5 étoiles
- Burton Abominable Snow Jam (Timberline, États-Unis)
- Burton New Zealand Open (Wanaka, Nouvelle-Zélande)
- Air & Style, Quarterpipe contest (Innsbruck, Autriche)
- The Honda Session (Vail, États-Unis)
- Nippon Open (ALTS Bandai, Japon)
- Asthetiker Wangl Tangl (Mayrhofen, Autriche)
- World Superpipe Championships (Park City, États-Unis)
- Chevrolet Grand Prix (Killington, États-Unis)

## Concurrents

### Hommes
- Andy Finch  États-Unis
- Antti Autti  Finlande
- Arthur Longo  France
- Charles Reid  Canada
- Chas Guldemond  États-Unis
- Chris Sörman  Suède
- Danny Davis  États-Unis
- Danny Kass  États-Unis
- David Benedek  Allemagne
- Eero Ettala  Finlande
- Hampus Mosesson  Suède
- Heikki Sorsa  Finlande
- Keir Dillon  États-Unis
- Kevin Pearce  États-Unis
- Luke Mitrani États-Unis
- Markku Koski  Finlande
- Mason Aguirre  États-Unis
- Mathieu Crepel  France
- Mikkel Bang  Norvège
- Nicolas Müller  Suisse
- Olivier Gittler  France
- Pat Moore  États-Unis
- Peetu Piiroinen  Finlande
- Risto Mattila  Finlande
- Scotty Lago  États-Unis
- Sebastien Toutant  Canada
- Shaun White  États-Unis
- Stephan Maurer  Suisse
- Steve Fisher  États-Unis
- Terje Haakonsen  Norvège
- Torstein Horgmo  Norvège
- Travis Rice  États-Unis

### Femmes
- Cheryl Maas  Pays-Bas
- Claudia Fliri  Autriche
- Conny Bleicher  Allemagne
- Doriane Vidal  France
- Elena Hight  États-Unis
- Ellery Hollingsworth  États-Unis
- Gretchen Bleiler  États-Unis
- Hana Beaman  États-Unis
- Hannah Teter  États-Unis
- Jamie Anderson  États-Unis
- Jenny Jones  Royaume-Uni
- Kelly Clark  États-Unis
- Kjersti Oestgaard Buaas  Norvège
- Lisa Wiik  Norvège
- Manuela Pesko  Suisse
- Meri Peltonen  Finlande
- Sina Candrian  Suisse
- Torah Bright  Australie